# A Ribeira

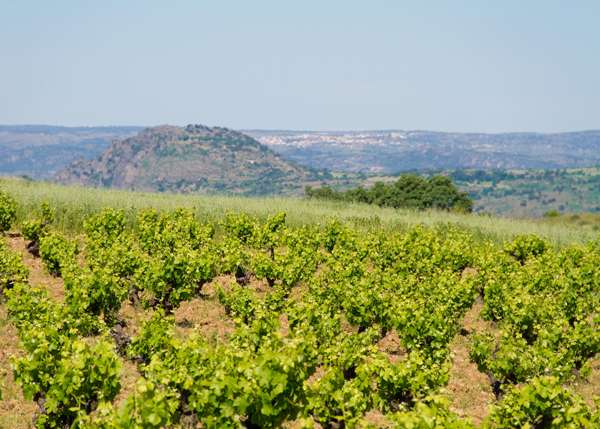
Campo vinícola em Corporario da Ribeira.

A Ribeira (mais conhecida como As Arribas) é uma subcomarca da comarca de Vitigudino, na província de Salamanca, Castela e Leão, Espanha. Os seus limites não se correspondem com uma divisão administrativa, mas com uma demarcação histórico-tradicional e geográfica.
Desde el punto de vista morfológico se caracteriza por las "arribes", arribes que han servido también para denominar a esta comarca, indistintamente llamada La Ribera o Las Arribes, aunque este último nombre sea empleado preferiblemente por los geógrafos.— Las comarcas históricas y actuales de la provincia de Salamanca (1976), Antonio Llorente

## Geografia
A Ribeira está situada a noroeste da província de Salamanca, na comarca de Vitigudino. Ocupa uma superfície de 283,63 km², com um relevo muito acidentado. O lugar de menor altitude é o Salto de Saucelle (116 msnm) e o mais alto o Bico da Cabeça (774 msnm) em Aldeiadávila.
A sua paisagem caracteriza-se em primeiro lugar pelas famosas arribas do Douro, do Huebra, do Tormes e do Uces. São uma geografia de vale que apresenta uma zona de depressão ou de altitude mais baixa e outra de penillanura ou de altitude mais elevada. Em alguns pontos, sobretudo na zona da barragem de Aldeiadávila, existem desniveles de até 400 m de altitude entre as duas zonas. Os rios discurren pela parte mais baixa enquanto as populações costumam estar sobre a penillanura, só os povoados do Salto de Aldeiadávila e do Salto de Saucelle estão a cotas baixas.

### Demarcação
Compreende 7 concelhos: Aldeiadávila, Masueco, Mieza, Pereña, Saucelhe, Vilarinho de Aires e Vilvestre.